# Сигурд Змееглазый
Сигурд Змееглазый (Сигурд Змей в Глазу) — предводитель викингов, во второй половине IX века организовывавший набеги на Британию; один из сыновей датского морского конунга Рагнара Лодброка; возможно, легендарный датский конунг.

## Биография

### Ранняя жизнь
Сигурд Змей в Глазу был одним из сыновей легендарного датского конунга Рагнара Лодброка. Его матерью была Аслауг, дочь Сигурда Убийцы Фафнира. Сигурд родился с отметкой в глазу, описанной как Уроборос (змей, кусающий свой хвост). Среди его братьев были Бьёрн Железнобокий, Ивар Бескостный, Хальфдан и Убба.
В настоящее время есть предположение, что отметка в глазу Сигурда является результатом врожденной мутации гена Pax6.
В юности Сигурд был близок к отцу. Позднее он некоторое время жил в Шотландии и на Шетландских островах.

### Великая языческая армия
В 865 году король Нортумбрии Элла II победил, взял в плен и убил Рагнара Лодброка, бросив его в яму со змеями. Сигурд и его братья получили известия о гибели своего отца Рагнара от посланцев короля Эллы, прибывших в Данию. Сигурд Змей в Глазу держал нож и подрезал себе ногти, когда рассказывали эти новости, и так внимательно слушал этот рассказ, что не заметил, как нож воткнулся в кость, и даже не вздрогнул. Его брат Бьёрн Железнобокий сжал рукой древко копья и так крепко стиснул его, что остались следы пальцев. Когда послы Эллы закончили рассказ, Бьёрн так потряс копьём, что оно разлетелось надвое.
Сыновья Рагнара поклялись отомстить за убийство своего отца. Согласно саге о Рагнаре Кожаные Штаны и его сыновьях, братья собрали небольшие силы и отплыли в Англию. В 866 году сыновья Рагнара во главе большой датской армии пересекли Северное море и вторглись в Англию. В битве под Йорком король Нортумбрии Элла II потерпел поражение, был захвачен в плен и предан казни, называемой «Кровавый орёл».
Согласно «Пряди о сыновьях Рагнара», датский конунг Сигурд Змееглазый погиб в битве с конунгом Эрнульфом.

### Потомки Сигурда
«Прядь о сыновьях Рагнара» сообщает, что после смерти своего отца Рагнара Сигурд Змей-в-глазу унаследовал Зеландию, Сканию, Халланд, датские острова и Викен. Он женился на Блайе, дочери короля Нортумбрии Эллы. Они имели двух детей: сын Хардакнут и дочь Аслауг.
Дочь Сигурда Аслауг стала женой Хельги Смелого (потомка короля Хрингарики) из династии Дёглингов. У них был сын Сигурд Олень, который женился на Ингеборг, дочери короля Ютландии Харальда Клака. Сигурд и Ингеборг имели сына Гутторма и дочь Рагнхильд. После смерти своего дяди по отцовской линии Фроди, короля Хрингарики, Сигурд Олень отправился в Норвегию и стал королём Хрингарики.
«Прядь о сыновьях Рагнара» и «Круг земной» сообщали, что берсерк Хаки из Хадаланда убил в бою Сигурда Оленя и захватил в плен его детей Рагнхильд и Гутторма. Но в бою с Сигурдом Хаки потерял правую руку и получил ещё три раны. Вместе с пленниками и награбленным Хаки вернулся в Хадаланд. Затем Хаки выздоровел от ран и решил жениться на 15-летней Рагнхильд. В это время конунг Хальвдан Чёрный, правитель Вестфольда (ок. 820 — ок. 860), организовал нападение на Хадаланд, в результате которого Рагнхильд и её брат Гутторм были освобождены из плена. Рагнхильд стала второй женой Хальвдана Чёрного и матерью конунга Харальда Прекрасноволосого, объединившего Норвегию.